# ハンガーステージ
ハンガーステージ（Hangar Stage）は、東京ディズニーシーのロストリバーデルタにある劇場である。2016年4月までブリヂストンが提供していた。

## 概要
ハンガーステージの「ハンガー（Hangar）」とは、飛行機の格納庫のことであり、「格納庫だった建物を劇場に改造した」というバックグラウンドストーリーがある。また、建物の外観も格納庫を思わせるような形をしている他、航空機のエンジン、機体などが周辺に配置されている。
もともとこのハンガーを所有していたのは『ピラニア航空』という架空の航空会社であり、壁面などにマークが描かれている。この社名は『ピラニアの危機をも恐れない』という意図のもと命名された。
座席数は、約1140。

## 公演内容
1. ミスティックリズム　（2001年9月4日〜2015年4月5日）
2. アウト・オブ・シャドウランド （2016年7月9日〜2019年3月31日）
3. ソング・オブ・ミラージュ （2019年7月23日〜2020年2月28日）[2]
4. ドリームス・テイク・フライト（2025年7月16日～予定）[2]